# Соловей, Геннадий Михайлович
Генна́дий Миха́йлович Солове́й (бел. Гена́дзь Міха́йлавіч Салаве́й, род. 1963, д. Туполы, Новогрудский район, Гродненская область, Белорусская ССР, СССР) — белорусский государственный и политический деятель. Председатель Гомельского областного исполнительного комитета (с 2019 по 2021). Генеральный директор Городейского сахарного комбината.

## Биография
Родился в 1963 году в деревне Туполы Новогрудского района Гродненской области. Когда ему не было ещё и года, семья переехала на родину отца в деревню Кочановичи Несвижского района. Родители работали на колхозной ферме, мать — дояркой, отец — животноводом. Поскольку деревня располагалась всего в трёх километрах от Несвижа, Геннадий Соловей ходил в школу в райцентр. Окончил восемь классов Несвижской средней школы №3, затем учился в Смиловичском сельскохозяйственном техникуме.
В 1988 году окончил Белорусскую сельскохозяйственную академию в Горках. По окончании техникума Соловей пошел работать зоотехником в колхоз имени Ленина, впоследствии — в хозяйство «Лань-Несвиж». До 1992 года работал на различных должностях сельскохозяйственных организаций Несвижского района Минской области. Затем, в этом же районе устроился на работу в сельскохозяйственный производственный кооператив «Лань», где с 1992 по 1999 годы. продвигался по службе и стал председателем правления кооператива «Лань-Несвиж», а в 2011 году стал директором ОАО «Лань-Несвиж». В 2011 году окончил Академию управления при Президенте Республики Беларусь.
В течение 2012—2018 годах Геннадий Соловей работал в руководстве местных органов власти: являлся первым заместителем, председателем Клецкого районного исполнительного комитета, возглавлял Несвижский районный исполнительный комитет. С ноября 2018 года занимал должность первого заместителя председателя Гомельского облисполкома. 29 июля 2019 года назначен на должность председателя Гомельского областного исполнительного комитета. 30 июля того же года был утверждён в должности на внеочередной сессии областного Совета депутатов.
В 2020 году Соловей был внесён в санкционные списки балтийских стран.
Летом 2021 года вокалист группы «Gods Tower» Владислав Новожилов был приговорён к трём годам ограничения свободы с направлением в исправительное учреждение открытого типа (т. н. «химии») за то, что он назвал Геннадия Соловья «крайне глупым боровом» в комментариях на YouTube.
21 декабря 2021 года Соловей был освобождён от должности председателя Гомельского областного исполнительного комитета.
С 2022 года — генеральный директор Городейского сахарного комбината.

## Семья
В браке с Галиной Станиславовной Соловей, с которой познакомился во время учебы в Белорусской сельскохозяйственной академии. Примечательно, что в хозяйстве «Лань-Несвиж» продолжает работать жена председателя облисполкома Галина Соловей, она возглавляет местный профсоюз. Имеет двух дочерей — Юлию и Дарину. Старшей дочери Юлии 30 лет. Известно, что она окончила Белорусский государственный университет в 2012 году.